# Ephippodonta gigas
Ephippodonta gigas is een tweekleppigensoort uit de familie van de Galeommatidae. De wetenschappelijke naam van de soort is voor het eerst geldig gepubliceerd in 1996 door Kubo.